# Eofelis
Genre
Espèces de rang inférieur
- † Eofelis edwardsii Kretzoi, 1938, espèce type
- † Eofelis giganteus Peigné, 2000

Eofelis est un genre fossile de Nimravidae, une famille également éteinte de Féliformes. Il a vécu de l'Éocène supérieur à l’Oligocène inférieur (il y a environ 35 à 30 millions d’années), ses restes fossiles ont été mis au jour dans le Quercy, dans le sud-ouest de la France. Son espèce type est Eofelis edwardsii (Kretzoi, 1938).

## Liste d'espèces
- † Eofelis edwardsii Kretzoi, 1938
- † Eofelis giganteus Peigné, 2000

## Description
Eofelis giganteus était presque deux fois plus grand que Eofelis edwardsii.